# Heinz Petruo
Heinz Petruo (* 11. Juni 1918 in Berlin-Lankwitz; † 12. November 2001 in Coburg) war ein deutscher Rundfunksprecher, Schauspieler, Hörspielsprecher, Synchronsprecher und Synchronregisseur.

## Leben
Heinz Petruo begann seine künstlerische Karriere als Schauspieler. Während des Zweiten Weltkrieges geriet er in sowjetische Kriegsgefangenschaft und zog sich durch einen Ast schwere Verletzungen im Gesicht zu, weshalb er nach seiner Rückkehr nach Deutschland zunächst nicht wieder als Schauspieler arbeitete. Stattdessen begann er als Sprecher beim Rundfunk, zunächst vor allem in Hörspielen. Seit 1951 arbeitete er als freier Mitarbeiter für den RIAS Berlin und fasste für die Hörer u. a. Bundestagsdebatten zusammen. Ab 1954 war er daraufhin bis zu seiner Pensionierung 1981 als festangestellter Nachrichtensprecher beim RIAS und entwickelte sich mit seiner Ansage Hier ist Rias Berlin – eine freie Stimme der freien Welt zu einer der bekanntesten Radiopersönlichkeiten an der Grenze der beiden deutschen Staaten, deren alltägliches Miteinander er über Jahre im Rundfunk kommentierte. Die Nachrichten beendete er stets mit den Worten: Sie hörten Nachrichten, gesprochen von Heinz Petruo.
In Film und Fernsehen trat er seit den 1950er Jahren nur noch selten in Erscheinung und spielte kleinere Rollen in den Edgar-Wallace-Krimis Der Hund von Blackwood Castle und Der Zinker sowie der Polizeiserie Direktion City.
Daneben entwickelte er sich mit seiner markanten tiefen Stimme zu einem der meistbeschäftigten Synchronsprecher seiner Zeit. Zwischen 1952 und 1999 synchronisierte er in Hunderten von Produktionen international berühmte Schauspielkollegen wie Lee van Cleef (sehr oft, u. a. in den Western Barquero, Sabata und Zwei glorreiche Halunken), Charlton Heston (Jahr 2022 … die überleben wollen), Yul Brynner (Adios, Sabata), Sean Connery (Der längste Tag), Burt Lancaster (Unternehmen Entebbe), Lloyd Bridges (Roots, Kampfstern Galactica), James Coburn (Maverick), Glenn Ford (Schlacht um Midway), Richard Harris (Hawaii), Christopher Lee (Die Bäreninsel in der Hölle der Arktis), Desmond Llewelyn (bei seinem ersten Auftritt als Q/Major Boothroyd in James Bond 007 – Liebesgrüße aus Moskau), Robert Shaw (Stoppt die Todesfahrt der U-Bahn 1-2-3), Max von Sydow (Das Quiller-Memorandum), Lino Ventura (Ein glückliches Jahr), Richard Widmark (Das Domino-Komplott) und Ricardo Montalbán (Star Trek II: Der Zorn des Khan). Große Popularität erreichte er als Synchronsprecher auch durch die Rolle des Darth Vader (im Original James Earl Jones) in der „Star Wars“-Trilogie von George Lucas.

## Privates
Sein Sohn Thomas Petruo war ebenfalls als Schauspieler und Synchronsprecher tätig. Seine Enkelin Vanessa Petruo wurde als Sängerin durch die aus einer Castingshow hervorgegangene Girlgroup No Angels bekannt und arbeitet daneben auch als Schauspielerin (u. a. in der RTL-Serie Wilde Engel oder auch in der deutschen Komödie Wo ist Fred?) und als Synchronsprecherin in mehreren Filmen.
Im November 2001 starb er in Coburg.

## Film und Fernsehen (Auswahl)

### Schauspieler
- 1955: Der Hauptmann und sein Held als Stabsarzt
- 1956: Tausend Melodien
- 1956: Uns gefällt die Welt
- 1959: Liebe, Luft und lauter Lügen als Navigator Frühbaum
- 1960: Wir Kellerkinder
- 1963: Der Zinker
- 1968: Der Hund von Blackwood Castle
- 1976–1977: Direktion City als Einsatzleiter Kalweit
- 1980: Deutschland, bleiche Mutter

### Synchronsprecher
Leslie Nielsen
- 1972: Die Höllenfahrt der Poseidon als Captain Harrison
- 1974: Die Straßen von San Francisco als Big Jake Wilson (Fernsehserie)
- 1975: Kojak – Einsatz in Manhattan als Michael Hagar (Fernsehserie)
- 1980: Vegas als Tyler Dickenson (Fernsehserie)
- 1985: Love Boat als Russ Blanchard (Fernsehserie)

James Earl Jones
- 1977: Krieg der Sterne als Darth Vader
- 1980: Das Imperium schlägt zurück als Darth Vader
- 1983: Die Rückkehr der Jedi-Ritter als Darth Vader

#### Filme
- 1949: Für John Archer in Sprung in den Tod als Phillip Evans
- 1955: Für Chet Huntley in Sturm-Angst als Radiosprecher
- 1959: Für Elmer Bernstein in Zwei in einem Zimmer als Dan
- 1959: Für Frank De Kova in Tag der Gesetzlosen als Denver
- 1966: Für Lee Van Cleef in Zwei glorreiche Halunken als Sentenza
- 1968: Für Frank Finlay in In den Schuhen des Fischers als Igor Bounin
- 1969: Für Michael Craig in Der Untergang des Sonnenreiches als Estete
- 1971: Für Brian Donlevy in Jesse James – Mann ohne Gesetz als Mr. Barshee
- 1973: Für Charlton Heston in … Jahr 2022 … die überleben wollen als Detective Robert Thorn
- 1974: Für Vincent Gardenia in Ein Mann sieht rot als Lt. Frank Ochoa
- 1974: Für Orson Welles in Ein Unbekannter rechnet ab als Stimme von Mr. U. N. Owen
- 1977: Für Fritz Weaver in Des Teufels Saat als Alex Harris
- 1977: Für Sterling Hayden in Der Pate: Die Saga als Capt. Mark McCluskey
- 1979: Für Max von Sydow in Verstecktes Ziel als Shelley/Webber
- 1979: Für Michael Lonsdale in James Bond 007 – Moonraker – Streng geheim als Sir Hugo Drax
- 1980: Für Sam Siegel in Der Supercop als Polizist vorm Gefängnis
- 1980: Für Ferruccio Amendola in Buddy haut den Lukas als Bill Howard
- 1980: Für Jacques Dufilho in Fantomas als Inspektor Juve
- 1980: Für Peter Graves in Die unglaubliche Reise in einem verrückten Flugzeug als Captain Clarence Oveur
- 1980: Für Ray Charles in Blues Brothers als Ray
- 1982: Für Ricardo Montalbán in Star Trek II: Der Zorn des Khan als Khan
- 1984: Für Ivan Reitman in Ghostbusters – Die Geisterjäger als Zuul
- 1989: Für Jason Robards in Eine Wahnsinnsfamilie als Frank Buckman
- 1999: Für Rip Torn in Flüchtiger Ruhm als Pater Robert Grant

#### Serien
- 1964: Für Nicholas Georgiade in Die Unbestechlichen als Enrico Rossi
- 1978: Für Lloyd Bridges in Roots als Evan Brent
- 1979: Für Patrick O’Neal in Kaz & Co als Samuel Bennett
- 1979: Für William Bryant in Lou Grant als Richter Marston
- 1979: Für Dabney Coleman in Die Straßen von San Francisco als Andrew Horvath, Sr.
- 1983: Für Eugene Roche in Serpico als John Maloney
- 1984: Für Richard Johnson in Hart aber herzlich als Alexander Constantine
- 1984: Für Keene Curtis in Hart aber herzlich als Frank Kruger
- 1987: Für Peter Mark Richman in Starsky & Hutch als Avery Schiller
- 1988–1990: Für Frank Maxwell in General Hospital als Dan Rooney (1. Stimme)
- 1989: Für Lloyd Bridges in Kampfstern Galactica als Commander Cain
- 1990: Für Robert Loggia in Drei Engel für Charlie als Michael Durano

## Hörspiele (Auswahl)
- 1950: Fritz Andelfinger: Der Tod des großen Mannes (Diktator) – Regie: Curt Goetz-Pflug (NWDR)
- 1950: Theodor Plievier: Die Ballade vom Frieden – Regie: Otto Kurth (NWDR)
- 1971: Friedhelm Jeismann: Einspruch, Euer Ehren! (Perry Person) – Regie: Ulrich Gerhardt (Kriminalhörspiel – RIAS Berlin)
- 1973: Martin Kurbjuhn: Gemeinschaftswohnung (Albimsky) – Regie: Jörg Jannings (RIAS Berlin)
- 1973: Horst Zahlten: Irrtum beiderseits (Prof. Egon Günzel) – Regie: Hans-Ulrich Minke (Kurzhörspiel – RIAS Berlin)
- 1981: Michael Koser: Doktor Tschu Man Fu. Prof. Dr. Dr. Dr. van Dusen (Folge 22) (Captain Ross vom „Secret Service“) – Regie: Rainer Clute (RIAS Berlin)
- 1984: Edelgard Abenstein/Werner Bäumel/Rainer Brieske/Günter Hermann/Detlef Klink/Wolfgang Schroeder/Xaver Schulze: Es war das Känguruh und nicht die Nachtigall – Regie: Richard Hey (Kriminalhörspiel – RIAS Berlin)
- 1982: Michael Koser: Die Erde hat ihn wieder. Prof. Dr. Dr. Dr. van Dusen (Folge 24) (Lieutnant Gart) – Regie: Rainer Clute (RIAS Berlin)
- 1997: Winfried Roth: Die eine will meinen Ausweis sehen – Die andere leckt sich die Lippen (Lieutnant Gart) – Regie: Christiane Ohaus (RB)
- 2004: George Lucas: Krieg der Sterne – Eine Neue Hoffnung, Episode 4, Das Hörspiel zum Kinofilm, Universal, ISBN 978-3-89945-775-9 – Regie: Oliver Döring
  - 2006: Star Wars – 6-CD Hörspielbox: Episoden I-VI, Box-Set, Label: Folgenreich (Universal)
  - 2020: Star Wars – Eine neue Hoffnung Das Original-Hörspiel zum Kinofilm (Audible)